# Заплямована репутація
«Заплямована репутація» (англ. The Human Stain) — драма 2003 року режисера Роберта Бентона. Сценарій був написаний Ніколасом Мейером на основі роману «The Human Stain» Філіпа Рота.

## Синопсис
Немолодий професор понад півстоліття приховував від своїх близьких свій секрет. Випадковий роман з молодою прибиральницею стає поштовхом для перегляду минулого життя. Небажані таємниці минулих днів вриваються в теперішнє, змітаючи все на своєму шляху…

## У ролях
| Актор                          | Роль                           |
| ------------------------------ | ------------------------------ |
| Ентоні Гопкінс Вентворт Міллер | Коулмен Сілк юний Коулмен Сілк |
| Ніколь Кідман                  | Фонія Фарлі                    |
| Гері Сініз                     | Нейтан Зукерман                |
| Ед Гарріс                      | Лестер Фарлі                   |
| Джасінда Барретт               | Стіна Полссон                  |
| Мімі Кузик                     | Делфін Ру                      |
| Кларк Ґреґґ                    | Нелсон Праймус                 |
| Гаррі Леннікс                  | Кларенс Сілк                   |
| Анна Дівер Сміт                | Дороті Сілк                    |
| Філіс Ньюман Мілі Авітал       | Іріс Сілк юна Іріс Сілк        |
| Керрі Вашингтон                | Еллі                           |
| Марго Мартіндейл               | психолог                       |